# José Zapater y Ugeda
José Zapater y Ugeda (Villena, Alicante; 16 de mayo de 1826 - Valencia; 3 de mayo de 1899) fue un abogado y escritor valenciano, padre del pintor Juan José Zapater Rodríguez. 

## Obras
Todas estas obras se pueden encontrar en la Biblioteca Valenciana:
- Compendio de las mugeres de la Biblia (1853).
- Colección de poesías (1854).
- Historia de la imagen, cofradía y capilla de Nuestra Señora de los Inocentes y Desamparados (1867).
- Fisiología del amor o Guía de los amantes (1875).
- Biografía y elogio de Fray Juan Gilabert Jofré (1883).
- Historia de la imágen de Ntra. Señora de las Virtudes (1884).
- Fisiología del amor o Guía de los amantes (1894).